# Chilostomelloidea
Chilostomelloidea, tradicionalmente denominada Chilostomellacea, es una superfamilia de foraminíferos del suborden Rotaliina y del orden Rotaliida. Su rango cronoestratigráfico abarca desde el Barremiense (Cretácico inferior) hasta la Actualidad.

## Clasificación
Chilostomelloidea incluye a las siguientes familias:
- Familia Chilostomellidae
- Familia Quadrimorphinidae
- Familia Alabaminidae
- Familia Globorotalitidae
- Familia Osangulariidae
- Familia Oridorsalidae
- Familia Heterolepidae
- Familia Gavelinellidae
- Familia Karreriidae
- Familia Coleitidae
- Familia Trichohyalidae

Otras familias consideradas en Chilostomelloidea son:
- Familia Anomalinidae, aceptado como familia Alfredinidae de la superfamilia Asterigerinoidea.[3]
- Familia Lublinidae